# Berendrecht
Berendrecht is een dorp in het noorden van de Belgische stad Antwerpen. Het maakt deel uit van het Antwerpse district Berendrecht-Zandvliet-Lillo. Berendrecht was een zelfstandige gemeente tot het aangehecht werd bij Antwerpen in 1958.

## Toponymie
De naam van het dorp Berendrecht, 'dijk van de Beer' volgens de volksmond, zou 'dijk van de genaamde Béra' of 'doortocht door het moeras' kunnen betekenen. Anderzijds betekent de uitdrukking drecht of tricht (van Latijns trajectus) "overvaart" of "veer", en ber, bere, ben in het Indo-germaans "dam", "wering" of "schutting tegen het water" (dus "overvaart aan de dam").

## Geschiedenis

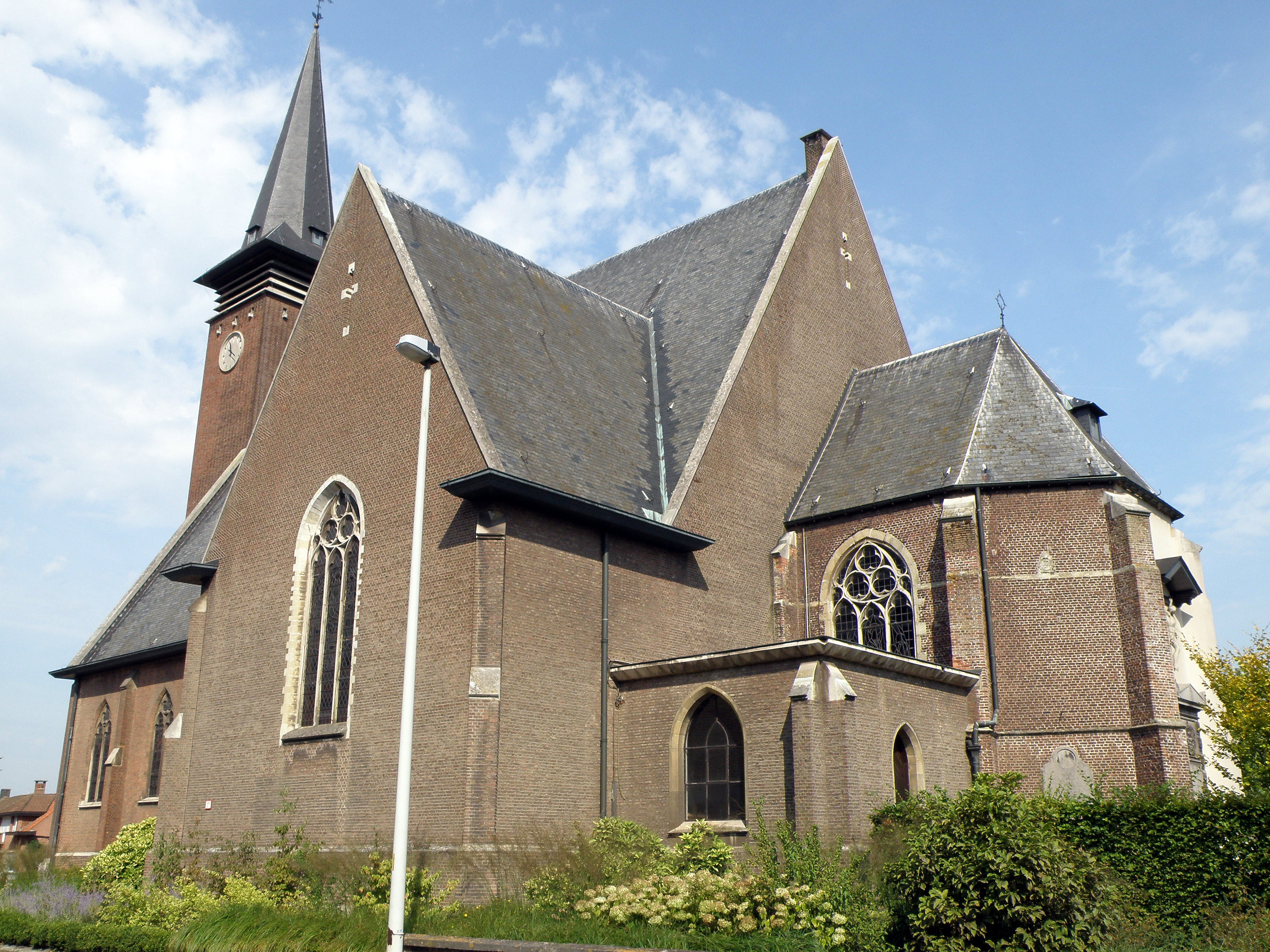
St.-Jan de Doperkerk, neogotisch (1943-44), met behouden laatgotisch koor (1685).

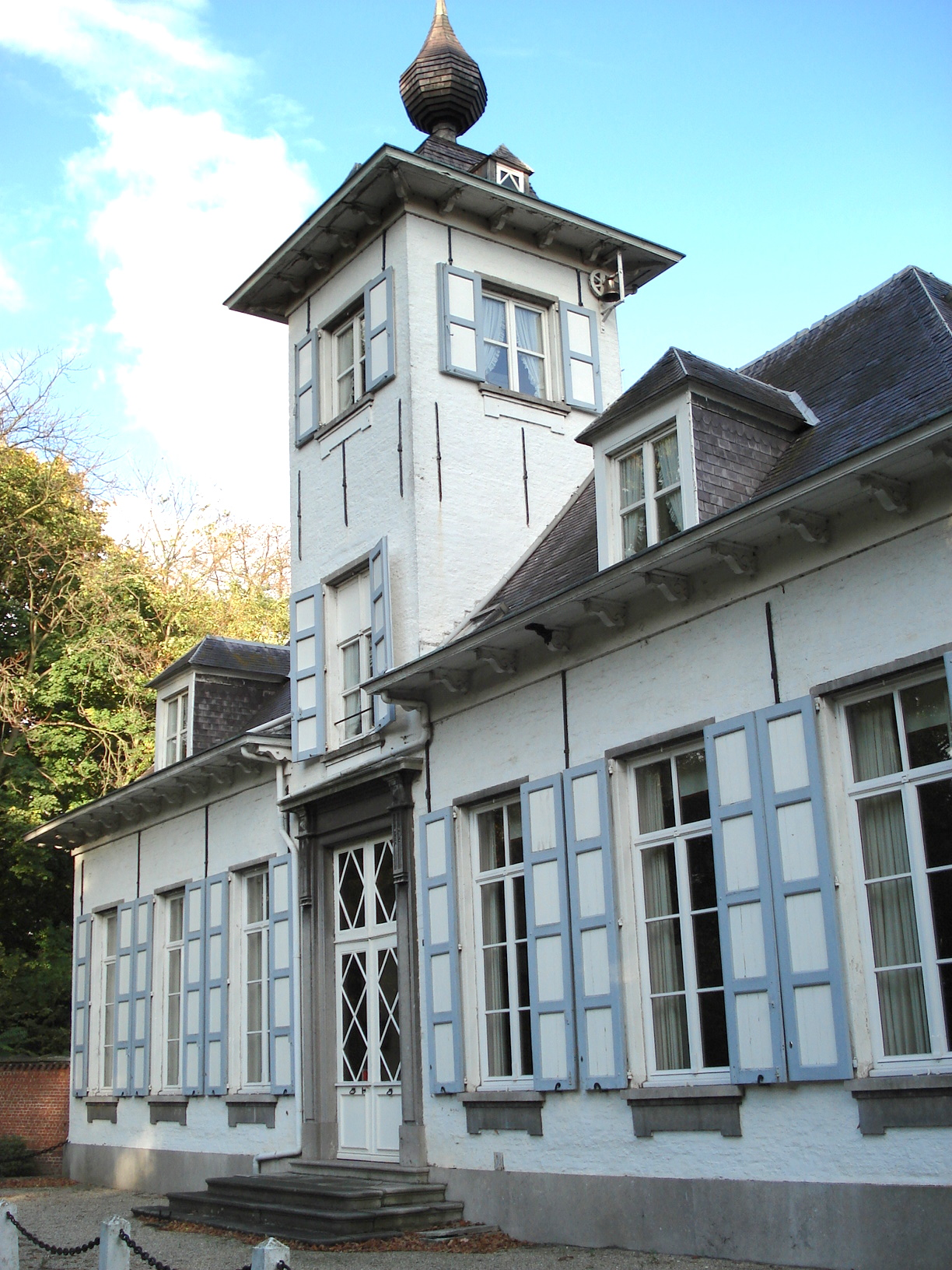
Berendrecht: Sterrehof of Le Grellehof, 18e eeuw.

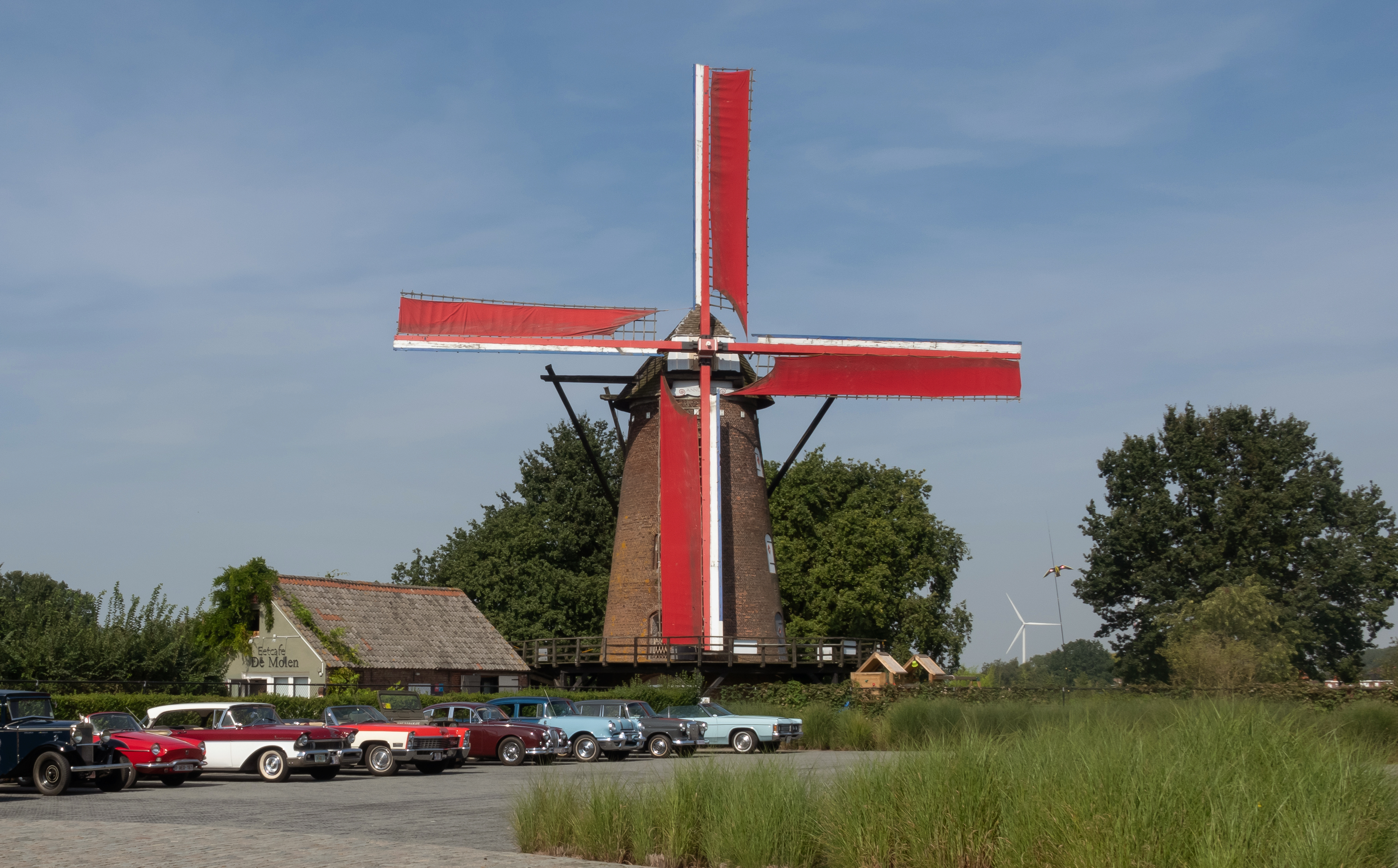
Berendrecht, de Buitenmolen

### Middeleeuwen
Het is een oude parochie die reeds bekend was in 1184 en in 1212 als leen van Godfried van Schoten, heer van Breda. De geschiedenis van Berendrecht zal altijd nauw verbonden blijven met de strijd tegen het water. 
Jarenlang hebben dijkenbouwers met primitieve middelen gevochten om de woonkern te vrijwaren tegen het geweld van het water. Het dorp werd herhaaldelijk overstroomd en gedeeltelijk verwoest, o.a. tijdens de 13e, de 14e, de 16e en de 17e eeuw. Toen Berendrecht in 1328 verzwolgen werd door het water, verplaatste de dorpskern zich naar hoger gelegen gronden die door de toenmalige gemeente Zandvliet werden afgestaan. In februari 1953 overstroomde het dorp nogmaals, voorlopig voor de laatste keer.
Het dorp had ook veel te lijden van vreemde bezettingen en lag steeds in de directe vuurlijn tijdens de strijd tussen de Noordelijke Nederlanden en de Spanjaarden. Deze beide strijdende partijen gebruikten vaak de tactiek van de strategische overstromingen om het fort van Lillo, het inmiddels verdwenen fort Fort Frederik-Hendrik Berendrecht (ontmanteld in 1785) en de versterkte vesting Zandvliet tot overgave te dwingen. De bevolking was steeds de dupe van de altijd wisselende krijgskansen en vreemde bezettingen.
In de 15e eeuw wordt het Monnikenhof gesticht, een voor die tijd prachtig verblijf met hoven en vijvers. Het behoorde toe aan de Abten en Heren van de Sint-Michielsabdij van Antwerpen. Het Monnikenhof was gelegen op de plaats waar zich nu de wijk ‘Viswater’ bevindt.

### Moderne tijd
Tussen 1937 en 1939 werd op de grens tussen Berendrecht en Stabroek de Antitankgracht aangelegd, om Antwerpen te verdedigen tegen vijandelijke tanks.
In 1958 werden Berendrecht, Zandvliet en Lillo bij Antwerpen gevoegd en werd het polderlandschap grotendeels onteigend voor de havenuitbreiding. Sinds de decentralisatie van 2000 gaan deze drie oude gemeenten die het postnummer 2040 delen samen als het district Berendrecht-Zandvliet-Lillo of ook weleens afgekort als Bezali door het leven.

## Demografische ontwikkeling
- Bronnen:NIS, Opm:1831 tot en met 1947=volkstellingen

## Bezienswaardigheden
- De Sint-Jan Baptistkerk
- De Buitenmolen
- De Kapel van de Hagelberg
- De schandpaal van 1767, oorspronkelijk geplaatst in Wilmarsdonk, dat ten offer viel aan havenuitbreiding. De schandpaal werd in 1965 overgebracht naar het Antwerpse Volkskundemuseum en in 1970 geplaatst aan het Burgemeester Verhulstplein te Berendrecht.
- Het Kasteel Reigershof (of: Sterrehof)

## Natuur en landschap
Berendrecht ligt in het landschap van de Scheldepolders. Bedijkingen vonden plaats vanaf 1034. In het noordoosten beginnen de pleistocene bossen en heidevelden van de Voorkempen die zich verder uitstrekken op Nederlands gebied.
Een belangrijk natuurgebied in Berendrecht is het Reigersbos, met een reigerkolonie. Berendrecht wordt van de Schelde gescheiden door de Kanaaldokken, welke in verbinding staan met de Schelde-Rijnverbinding en via de Zandvlietsluis en de Berendrechtsluis met de Schelde.

## Cultuur

### Bijnaam
De inwoners van Berendrecht staan net zoals de inwoners van het Kiel ook onder hun bijnaam "Ratten" bekend. Voor Berendrecht zou een rattenplaag hiervan aan de oorsprong liggen. Een andere recentere bijnaam voor de inwoners van Berendrecht is "Reigers" die verwijst naar de reigerskolonie in het Reigersbos.

## Geboren in Berendrecht
- Ghislain Van Royen (1916-2018), schrijver
- Frans Brands (1940-2008), voormalig wielrenner

## Nabijgelegen kernen
Zandvliet, Stabroek, Lillo, Putte